# Villa Aldrovandi Mazzacorati

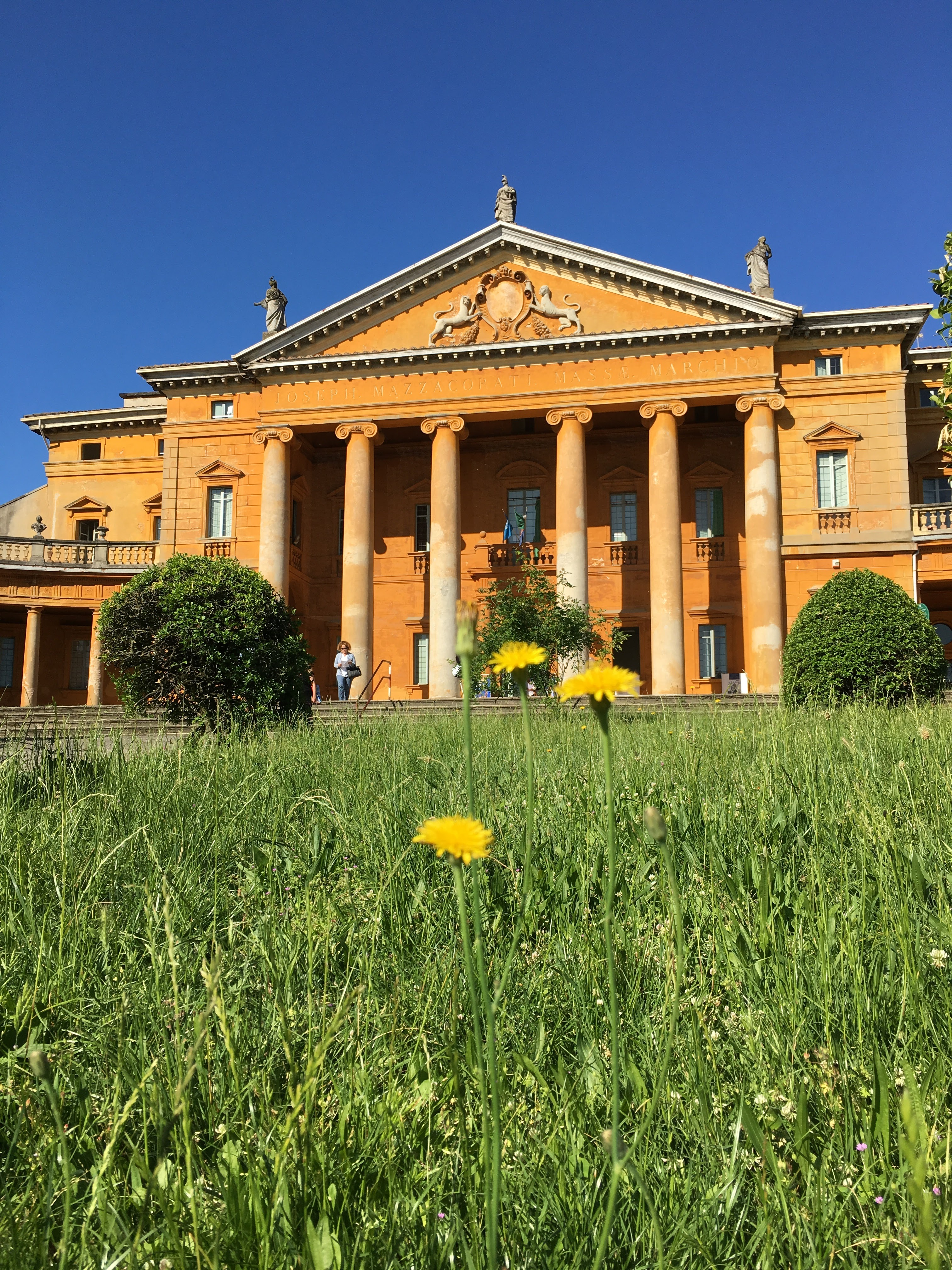
Frontfassade der Villa Aldrovandi Mazzacorati

Die Villa Aldrovandi Mazzacorati ist ein klassizistisches Stadthaus in den Außenbezirken von Bologna in der italienischen Region Emilia-Romagna. Es liegt in der Via Toscana 19, wurde Ende des 18. Jahrhunderts für die Familie Marescotti errichtet und gelangte später in die Hände der Familien Aldrovandi und Mazzacorati. Ende des 18. Jahrhunderts gab es in der Villa ein kleines Theater, das in der Entwicklung des italienischen Theaters an der Schwelle vom 18. zum 19. Jahrhundert eine zentrale Rolle einnahm. Ab der zweiten Hälfte des 19. Jahrhunderts wurde das Gebäude, das sich damals in öffentlicher Hand befand, zur Aufnahme von Büros und Kliniken für die Gesundheits- und Sozialdienste der Stadt Bologna umgebaut. Das kleine Theater blieb erhalten und wird heute noch gelegentlich für Repräsentationszwecke genutzt.

## Geschichte
Annibale Marescotti kaufte das Gelände, auf dem heute die Villa steht, im Jahre 1616. Damals war das Gelände landwirtschaftlich genutzt; es gab eine Wohnstatt für die Eigentümer, die nicht besonders luxuriös war. Die ersten Sanierungsarbeiten ließ die Familie Aldrovandi um 1690 durchführen. Sie hatten die Villa dank der Verwandtschaft von Filippo Aldrovandi und Raniero Marescotti gekauft und wollten sie erweitern und sie dem Status der Adelsfamilie anzupassen.
Das Gebäude war etliche Jahrzehnte lang weiterhin nur ebenerdig und mit einer Loggia versehen, bis 1761 weitere Umbauarbeiten begannen. Bei dieser Gelegenheit wurde 1763 das kleine, zweistöckige Theater eingeweiht; ihre Loggien waren von Karyatiden getragen, die von Petronio Tadolini geschaffen wurden. Das kleine Theater sollte dank der häufigen Aufführungen der damals bekanntesten Compagnien zu einem wichtigen Zentrum der Entwicklung und Verbreitung des italienischen Theaters werden. Das heutige Aussehen ist Arbeiten geschuldet, die 1765 begannen und die Aufstockung der Villa zum Inhalt hatten, sodass sie heute auch ein Obergeschoss hat. In der Folge führte Filippo Tadolini zwischen 1770 und 1772 letzte Arbeiten aus, insbesondere die Verschönerungen der klassizistischen Dekorationen. In den letzten Jahren des 18. Jahrhunderts fiel die Villa an die Familie Mazzacorati, deren Namen sie heute trägt.
Im schönen Diana-Franceschi-Saal auf der rechten Seite des Gebäudes gab es bis 2010 zahlreiche Kulturinitiativen und Musikaufführungen. Besonders zu erwähnen ist in diesem Zusammenhang die Arbeit der Musikgruppe Sarah Sheppard Ensemble, der ein eigenes Video (Oh Happy Day) in den Gärten des Anwesens aufnahm.
Heute sind in der Villa neben dem immer noch genutzten, kleinen Theater Büros und Kliniken der Gesundheits- und Sozialdienste der Stadt Bologna untergebracht. In den Räumen der Villa gibt es auch das Museo Storico del Soldatino „Mario Massacesi“, in dem mehr als 12.000 Spielzeugsoldaten aus verschiedenen Materialien von 1800 bis heute gesammelt sind.